# Tomasz Bandrowski
Tomasz Bandrowski (Zabrze, Polonia, 18 de septiembre de 1984), futbolista polaco. Juega de volante y su actual equipo es el Jagiellonia Białystok de la Ekstraklasa de Polonia.

## Selección nacional
Ha sido internacional con la Selección de fútbol de Polonia, ha jugado 7 partidos internacionales.

## Clubes
| Club                  | País     | Año       |
| --------------------- | -------- | --------- |
| Energie Cottbus       | Alemania | 2003-2008 |
| Lech Poznań           | Polonia  | 2008-2011 |
| Jagiellonia Białystok | Polonia  | 2012-2014 |

## Principales éxitos
Lech Poznań:
- 1 veces campeón de Polonia con el Lech Poznań; (2010)

- Copa de Polonia (1): 2009

- Supercopa polaca de fútbol (1): 2009